# Lu (Familienname)
Lu ist ein chinesischer Familienname.

## Namensträger

### Sortierung nach Vorname
- Annette Lu (Lu Hsiu-lien, * 1944), taiwanische Politikerin
- Chen Lu (* 1976), chinesische Eiskunstläuferin
- Chien Chien Lu (* ≈1995), taiwanesische Jazzmusikerin
- Connie C. Lu, Chemikerin
- Donald Lu (* 1966), US-amerikanischer Diplomat und Botschafter
- Ed Lu (* 1963), US-amerikanischer Astronaut
- Feng Lu (* 1979), chinesischer Bildhauer
- Gwei-Djen Lu, siehe Joseph Needham
- Jerry Lu (* 1992), deutsch-chinesischer Jazzmusiker
- Jessica Lu (* 1985), US-amerikanische Schauspielerin
- Jun Hong Lu (1959–2021), Präsident und Direktor des Radiosenders 2OR Australia Oriental Radio
- Lea Lu (* 1984), Schweizer Sängerin und Songwriterin
- Lisa Lu (* 1927), US-amerikanische Schauspielerin
- Marie Lu (* 1984), US-amerikanische Schriftstellerin
- Nina Lu (* 2003), chinesisch-amerikanische Schauspielerin
- Peter Lu (* 1978), US-amerikanischer Physiker
- Sheng You Lu (* 1946), taiwanischer Forscher
- Sui Lu (* 1992), chinesische Turnerin
- Yan Lu (* 1976), chinesischstämmige Chemikerin und Hochschullehrerin

### Sortierung nach Familienname
- Lu Bin (Schwimmerin) (auch Lü Bin; * 1977), chinesische Schwimmerin
- Lu Bin (Leichtathlet) (* 1987), chinesischer Leichtathlet
- Lu Chia-bin (* 1990), taiwanischer Badmintonspieler
- Lu Ching-yao (* 1993), taiwanischer Badmintonspieler
- Lu Chuan (* 1971), chinesischer Drehbuchautor und Filmregisseur
- Lu Chuanzan (1932–2018), chinesischer Politiker
- Lu Deming († 630), chinesischer konfuzianischer Gelehrter und Philologe
- Lu Gongxun (1933–2023), chinesischer Politiker
- Lu Han (1895–1974), chinesischer General
- Lu Hao (Politiker, 1947) (* 1947), chinesischer Politiker (KPCh)
- Lu Hao (Politiker, 1967) (* 1967), chinesischer Politiker (KPCh)
- Lu Hao (Künstler) (* 1969), chinesischer Künstler
- Lu Hao (Tennisspieler) (* 1984), chinesischer Tennisspieler
- Lu Haodong (1868–1895), chinesischer Revolutionär und Freund Sun Yat-sen
- Lu Hengnan (* 1996), chinesischer Eishockeyspieler
- Lu Huali (* 1972), chinesische Ruderin
- Lu Ji (Gelehrter) (ca. 3. Jahrhundert), chinesischer Schriftsteller, Wu-Dynastie, Zeit der Drei Reiche
- Lu Ji (Schriftsteller) (261–303), chinesischer Schriftsteller
- Lu Jia Xiang (* 1989), chinesische Tennisspielerin
- Lu Jiajing (* 1989), chinesische Tennisspielerin
- Lu Jiawen (* 2002), chinesische Hochspringerin
- Lu Jiaxi (Mathematiker) (1935–1983), chinesischer Mathematiker
- Lu Jiaxi (Chemiker) (1915–2001), chinesischer Physikochemiker
- Lu Jiaxi (Tennisspielerin) (* 1997), chinesische Tennisspielerin
- Lu Jingjing (* 1989), chinesische Tennisspielerin
- Lu Jingqing (1907–1993), chinesische Dichterin, Essayistin und Journalistin
- Lu Jiuyuan (1139–1193), chinesischer Philosoph
- Lu Jun (* 1959), chinesischer Fußballschiedsrichter
- Lu Kai (* 1991), chinesischer Badmintonspieler
- Lu Kang (226–274), General der Wu-Dynastie
- Lu Kang (Diplomat) (* 1968), chinesischer Diplomat
- Lu Kejian (* 1932), chinesischer Politiker
- Lu Lan (* 1987), chinesische Badmintonspielerin
- Lu Li (* 1976), chinesische Turnerin
- Lu Lu (* 1990), chinesische Badmintonspielerin
- Lu Minjia (* 1992), chinesische Weitspringerin
- Lu Pei (* 1956), chinesisch-amerikanischer Komponist und Musikpädagoge
- Lu Ruihua (1938–2025), chinesischer Politiker
- Lu Shanglei (* 1995), chinesischer Schachspieler
- Lu Shaye (* 1964), chinesischer Diplomat
- Lu Shuhai (* 1966), chinesischer Eisschnellläufer
- Lu Shuitian (1894–1978), chinesischer Kampfsportler
- Lu Sidao (531–582), chinesischer Literat
- Lu Su (172–217), Berater des Wu-Königreiches
- Lu Wei (Softballspielerin) (* 1983), chinesische Softballspielerin
- Lu Wei (Wasserspringerin) (* 2005), chinesische Wasserspringerin
- Lu Wei (Drehbuchautorin), Drehbuchautorin
- Lu Wen-hsiung (1968/1969–2010), taiwanischer Golfspieler
- Lu Wenchao (1717–1795), konfuzianischer Gelehrter
- Lu Wenfu (1928–2005), chinesischer Schriftsteller
- Lu Wenyu (* 1967), chinesische Architektin
- Lu Xiangyang (* 1962), chinesischer Unternehmer
- Lu Xiaoxin (* 1989), chinesische Diskuswerferin
- Lu Xiujing (406–477), Daoist und Gelehrter aus der Zeit der Liu-Song-Dynastie
- Lu Xun (Drei Reiche) (183–245), General der Wu-Dynastie
- Lu Xun (Tang-Dynastie) 陸勳 / 陆勋, Literat zur Zeit der Tang-Dynastie, Verfasser des Jiyizhi
- Lu Xun (1881–1936), chinesischer Schriftsteller und Intellektueller
- Lu Yanshao (1909–1993), chinesischer Maler
- Lu Yanzhou (1928–2006), chinesischer Schriftsteller, Dramatiker und Filmemacher
- Lu Yao (* 1995), chinesischer E-Sportler
- Lu Yen-hsun (* 1983), taiwanischer Tennisspieler
- Lu Ying (Qing-Dynastie) 陆蓥, chinesischer Literat
- Lu Ying (Badminton) (* um 1978), chinesische Badmintonspielerin
- Lu Ying (Schwimmerin) (* 1989), chinesische Schwimmerin
- Lu Ying-chi (* 1985), taiwanische Gewichtheberin
- Lu Yong (* 1986), chinesischer Gewichtheber
- Lu Yonghua (* 1946), chinesischer Diplomat
- Lu Yongxiang (* 1942), chinesischer Ingenieur und Wissenschaftsmanager
- Lu Yu (733–804), chinesischer Gelehrter und Schriftsteller
- Lu Yuanding (1929–2015?), chinesischer Architekt
- Lu Yuansheng (* 1954), chinesischer Tischtennisspieler und -trainer
- Lu Yu-ling (* 1961), taiwanische Politikerin
- Lu Yung-ting (1858–1928), Angehöriger der Zhuang
- Lu Yunxiu (* 1996), chinesische Windsurferin
- Lu Zhaolin († 689), chinesischer Dichter
- Lu Zhengxiang (1871–1949), chinesischer Politiker und Diplomat
- Lu Zhiquan (* 1994), chinesischer Sprinter
- Lu Zhonglian (305–245 v. Chr.), chinesischer Philosoph
- Lu Zhuo (* 1980), chinesischer Eisschnellläufer